# Phare de Punta de Tablas
Le phare de Punta de Tablas (en espagnol : Faro Punta de Tablas) est un phare actif situé sur Cabo Tablas, un promontoire à 13 km au nord de Los Vilos (Province de Choapa), dans la Région de Coquimbo au Chili.
Il est géré par le Service hydrographique et océanographique de la marine chilienne dépendant de la Marine chilienne.

## Description
Le phare est une tour cylindrique en fibre de verre, avec une lanterne de 5 m de haut. La tour est peinte en blanc avec une bande rouge. Il émet, à une hauteur focale de 72 m, un éclat blanc par période de 10 secondes. Sa portée n'est pas connue.
Identifiant : Amirauté : G1892 - NGA : 111-1212 .
|              |
| Punta Tablas |

### Lien connexe
- Liste des phares du Chili